# Tavierre Thomas
Tavierre Thomas (Detroit, 11 marzo 1996) è un giocatore di football americano statunitense che milita nel ruolo di cornerback per i Tampa Bay Buccaneers della National Football League (NFL).

## Carriera universitaria
Tra il 2014 e il 2017 studia presso la Ferris State University, entrando nei ranghi dei Bulldogs. Nel 2016 viene inserito nella formazione ideale all-GLIAC e nella formazione ideale Division II all-America; bissa entrambe le nomine nel 2017.

## Carriera professionistica
Il 30 aprile 2018 viene ingaggiato come undrafted free agent dagli Arizona Cardinals, per poi tuttavia essere messo sul mercato il 1º settembre successivo, mancando l'inclusione nella rosa attiva. Il giorno seguente si trasferisce ai Cleveland Browns, con cui debutta già il 9 settembre 2018, nella gara della settimana 1 contro i Pittsburgh Steelers. Gioca principalmente nella squadra speciale, distinguendosi nella gara di week 7 contro i Tampa Bay Buccaneers per il blocco di un tentativo di punt degli avversari, convertito poi in safety dai Browns. Gioca con continuità anche nel 2019 sia come giocatore difensivo sia negli special team, maturando un bottino di 20,4 yard medie ritornate su kickoff in 10 tentativi complessivi. Il 13 settembre 2020 nel primo turno contro i Baltimore Ravens, realizza il suo primo sack tra i professionisti, ai danni di Lamar Jackson.
Il 22 marzo 2021 sigla un accordo biennale con gli Houston Texans. La prestazione offerta nel 16º turno della stagione 2021 contro i Los Angeles Chargers vale a Thomas il premio di miglior difensore AFC della settimana.
Il 18 marzo 2024 Thomas firma con i Tampa Bay Buccaneers.

## Palmarès
- Difensore della AFC della settimana: 1

16ª del 2021